# Passaporte da Região Administrativa Especial de Hong Kong
 O passaporte da região administrativa especial de Hong Kong é um passaporte emitido apenas para residentes permanentes de Hong Kong que também possuem cidadania chinesa. De acordo com a Lei Básica da Região Administrativa Especial de Hong Kong, desde a transferência da soberania em 1 de julho de 1997, o passaporte foi emitido pelo Departamento de Imigração do Governo de Hong Kong sob a autorização do Governo Popular Central do Povo República da China. Como os idiomas oficiais de Hong Kong são chinês e inglês, o passaporte é impresso bilíngüe em chinês (caracteres tradicionais) e em inglês.

## Nome
Em inglês, o passaporte às vezes é chamado pelo nome longo, que aparece na capa (por exemplo, o passaporte da Região Administrativa Especial de Hong Kong na República Popular da China - uma tradução literal do título chinês 中華人民共和國香港特別行政區護照)  Como alternativa, o passaporte é comumente referido como passaporte da Região Administrativa Especial de Hong Kong (Chinese)  (a portaria legislativa de Hong Kong relativa ao passaporte é intitulada "Portaria de Passaportes da Região Administrativa Especial de Hong Kong (Capítulo 539)", o passaporte da RAE de Hong Kong, o passaporte HKSAR ou o passaporte de Hong Kong.
As autoridades da República da China (comumente conhecidas como "Taiwan") referem-se ao passaporte da RAE de Hong Kong como o "passaporte de Hong Kong" porque o governo do ROC tenta evitar referências ao status político de Hong Kong como SAR da população popular. República da China. Enquanto o Consulado Geral do Brasil em Hong Kong usa o termo "passaporte de Hong Kong" em referência aos passaportes da RAE de Hong Kong e da British National (Overseas) .

## Contexto histórico

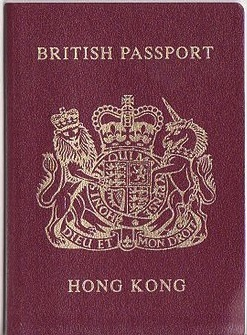
Passaporte britânico de Hong Kong antes de 1997

Os documentos oficiais de viagem de Hong Kong anteriores a 1997 incluíam o passaporte de Hong Kong Certificate of Identity (CI), cidadão dependente de territórios britânicos (BDTC), nacional britânico (ultramarino) (BN (O)) e cidadão britânico (BC). Depois de 1997, os passaportes BN (O) e BC ainda são válidos, mas os passaportes CI e BDTC não estão mais em uso.

### Primeira versão (1997–2003)
A emissão dos passaportes da RAE de Hong Kong começou em 1 de julho de 1997, após a transferência de soberania sobre Hong Kong do Reino Unido para a República Popular da China. Cidadãos da RPC que tenham direito de residência no HKSAR e que possuam carteira de identidade permanente de Hong Kong, sejam titulares ou não de passaporte nacional britânico (estrangeiro), certificado de identidade de Hong Kong ou outros documentos de viagem, são elegíveis para solicitar o visto. Passaporte da RAE de Hong Kong.
Observe que a aquisição da cidadania britânica no próprio Esquema de Seleção da Nacionalidade Britânica não afeta a elegibilidade para um passaporte HKSAR. A posse de um passaporte estrangeiro em si também não afeta a elegibilidade para um passaporte HKSAR, desde que este permaneça um cidadão da RPC.
Segundo a Lei Básica de Hong Kong, o Governo de Hong Kong é responsável pelo controle da imigração no território. O passaporte da RAE de Hong Kong é emitido pelo Departamento de Imigração de Hong Kong sob a autorização do Governo Popular Central (ou do Conselho de Estado). Seu design é diferente de outros tipos de passaportes da República Popular da China e os titulares desfrutam de entrada sem visto em mais países do que outros passaportes da RPC.

### Segunda versão (2003-2007)
A partir de 1 de janeiro de 2003, a segunda versão do passaporte foi introduzida com recursos de segurança aprimorados. O passaporte era legível por máquina, projetado para pontos de controle de imigração equipados com scanners de passaporte. O tamanho do passaporte era de 125 mm × 88 mm . A segunda versão do passaporte da RAE de Hong Kong estava disponível como passaporte de tamanho comum de 32 páginas ou como passaporte de 48 páginas.

#### Capa
A capa do passaporte era azul escuro com as palavras e o emblema nacional da República Popular da China em ouro. A palavra Passaporte em chinês e inglês é encontrada abaixo da crista. Acima estão as palavras Região Administrativa Especial de Hong Kong, República Popular da China, também em chinês e inglês. Vale ressaltar que os caracteres 中華人民共和國 (República Popular da China) são maiores que os caracteres 香港特別行政區 (Região Administrativa Especial de Hong Kong) na capa do passaporte. Em inglês, no entanto, "HONG KONG" é maior que a frase "REPÚBLICA ESPECIAL DE PESSOAS DA REGIÃO ADMINISTRATIVA DA CHINA", para facilitar a distinção entre autoridades de imigração estrangeira.

#### Tampa frontal interna

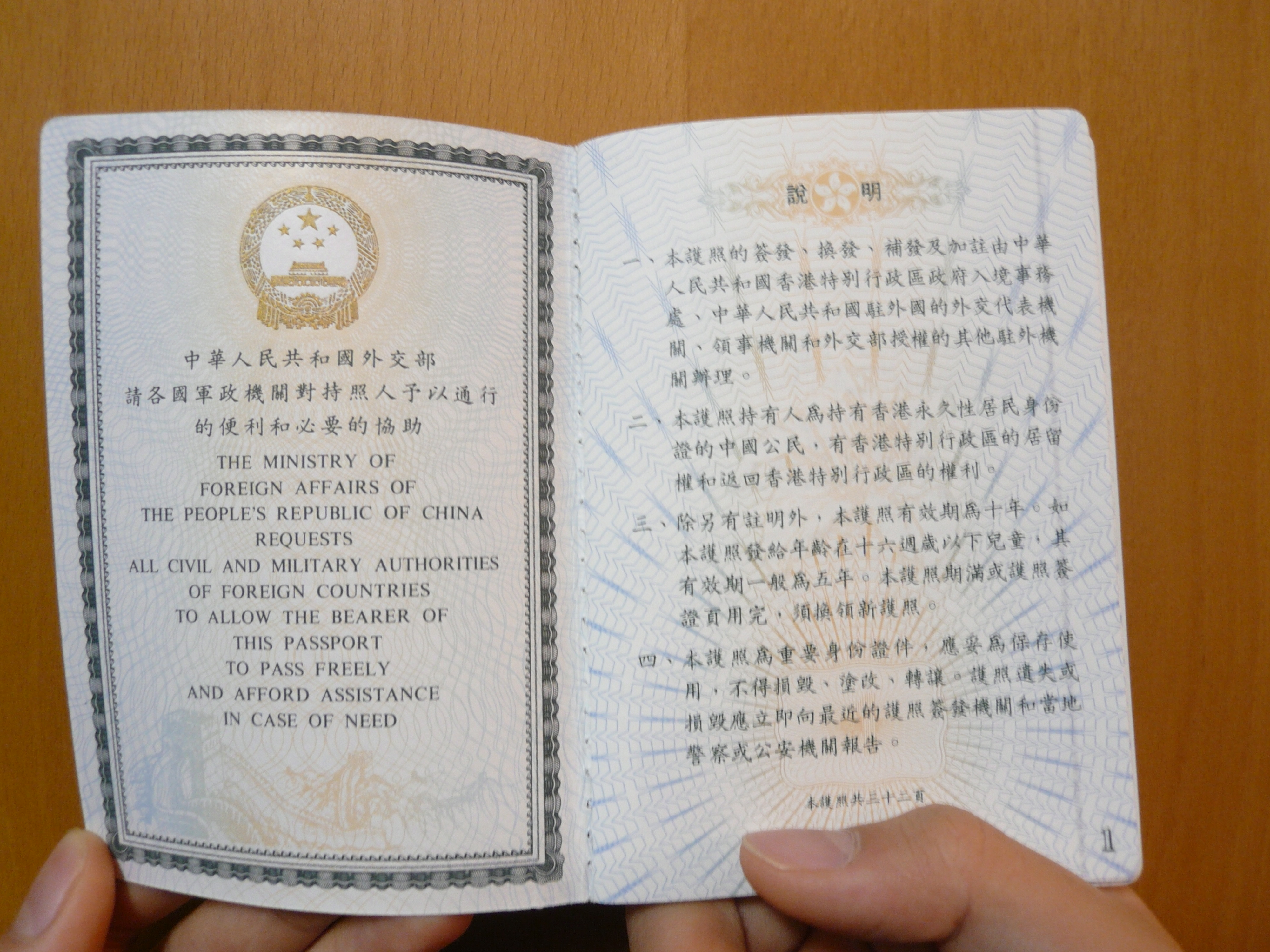
Capa interna do Second Pass Hong Kong SAR Passport

A nota do passaporte apareceu na segunda página em chinês e inglês:
 
中華人民共和國外交部請各國軍政機關對持照人予以通行的便利和必要的協助
The Ministry of Foreign Affairs of the People's Republic of China requests all civil and military authorities of foreign countries to allow the bearer of this passport to pass freely and afford assistance in case of need.

#### Páginas internas

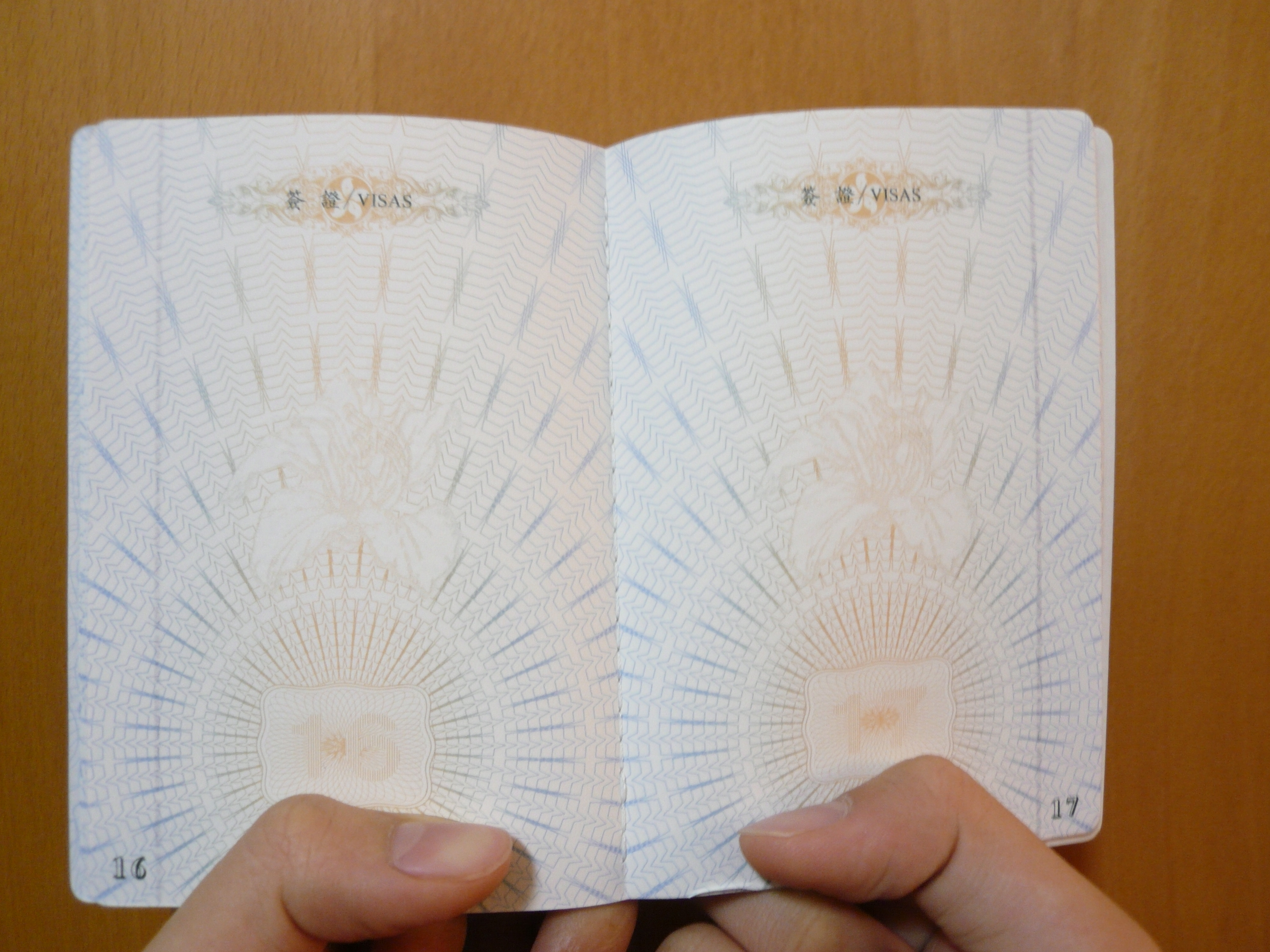
Páginas para visto do Second Pass Hong Kong SAR Passport

A página de observações do passaporte na página 3 tinha o seguinte:
- o número do cartão de identidade permanente de Hong Kong do titular e o código comercial chinês do nome chinês do titular
- se o passaporte fosse emitido através de uma missão estrangeira chinesa, a embaixada / consulado também faria um endosso nas observações afirmando isso.
- uma costeleta oficial do Departamento de Imigração
- um código de barras legível por máquina

As notas explicativas do passaporte estavam na página 1 em chinês e na página 2 em inglês. Eles consistiam nas seguintes palavras:
# The issuance, replacement, reissuance and endorsement of this passport shall be effected by the Immigration Department of the Government of the Hong Kong Special Administrative Region of the People's Republic of China, diplomatic and consular missions of the People's Republic of China in foreign countries, or other Chinese authorities in foreign countries under the entrustment of the Ministry of Foreign Affairs of the People's Republic of China.
1. The bearer of this passport is a Chinese citizen who holds a Hong Kong permanent identity card and has the right of abode in and the right to return to the Hong Kong Special Administrative Region.
2. This passport is valid for ten years, unless otherwise stated. This passport is normally valid for five years if issued to a child under sixteen years of age. This passport shall be replaced by a new one when its validity period has expired or it has no further space for visas.
3. This passport is an important document of identity which shall be kept carefully and used properly. It shall not be mutilated, tampered with, or transferred to another person for unlawful use. Any case of loss or destruction should be immediately reported to the nearest issuing authority and the local police or public security authorities.

#### Página de identificação
Os dados pessoais foram registrados na tampa traseira interna do passaporte, coberta com um laminado de segurança. Os detalhes incluídos foram:
- Tipo de documento de viagem: P
- Código do Estado Emissor: CHN (República Popular da China)
- Número do Passaporte
- Sobrenome e Nomes: em chinês e inglês tradicionais
- Nacionalidade: "CHINÊS" (o código de nacionalidade é CHN, como mostrado na zona legível pela máquina)
- Sexo: denotado como "M" (masculino) ou "F" (feminino)
- Local de nascimento: se nasceu na China, nome da província / região autônoma / município; Se nasceu em Hong Kong ou Macau, 'Hong Kong' ou 'Macau'; se nasceu em outros países, nome do país
- Datas de nascimento, emissão e validade: exibidas no formato DD-MMM-AA
- Autoridade (da edição): "DEPARTAMENTO DE IMIGRAÇÃO, REGIÃO ADMINISTRATIVA ESPECIAL DE HONG KONG" (em chinês e inglês)

Havia também uma zona legível por máquina na parte inferior da página de identificação.
As alterações da primeira versão incluíam tinta opticamente variável usada para imprimir as letras "HKSAR" no lado esquerdo da foto e as palavras "DEPARTAMENTO DE IMIGRAÇÃO, REGIÃO ADMINISTRATIVA ESPECIAL DE HONG KONG" na seção "Autoridade emissora" da página de dados pessoais .

### Terceira versão (2007-2019)
Desde que a emissão do passaporte da Região Administrativa Especial de Hong Kong começou em 1 de julho de 1997, após a transferência da soberania de Hong Kong, o passaporte passou por três alterações diferentes, cada uma com aprimoramentos de segurança. Em fevereiro de 2007, o primeiro ePassport foi introduzido. O design está em conformidade com as recomendações de design de documento da Organização de Aviação Civil Internacional. O novo ePassport foi apresentado no Evento de Desafio de Estocolmo de 2008 e foi finalista do Prêmio de Desafio de Estocolmo na categoria Administração Pública. O design do ePassport da RAE de Hong Kong foi elogiado por causa das "múltiplas tecnologias de ponta [que] estão perfeitamente integradas no sofisticado Sistema de Passaporte Eletrônico (e-Passport System)".[20] A capa do novo passaporte biométrico permanece essencialmente a mesma das versões anteriores, com a adição do logotipo do passaporte biométrico na parte inferior.[21]

#### Aparência física
Em 2006, o Departamento de Imigração anunciou que a Unihub Limited (uma empresa subsidiária da PCCW que liderava um consórcio de fornecedores, incluindo a Keycorp) havia vencido a licitação para fornecer a tecnologia para produzir passaportes biométricos.[22] Em fevereiro de 2007, o primeiro ePassport foi introduzido. A capa do novo passaporte biométrico permanece essencialmente a mesma das versões anteriores. O símbolo do passaporte biométrico aparece na parte inferior, sob a palavra "PASSAPORTE". No entanto, o design das páginas internas mudou substancialmente.

#### Tampa frontal interna
```

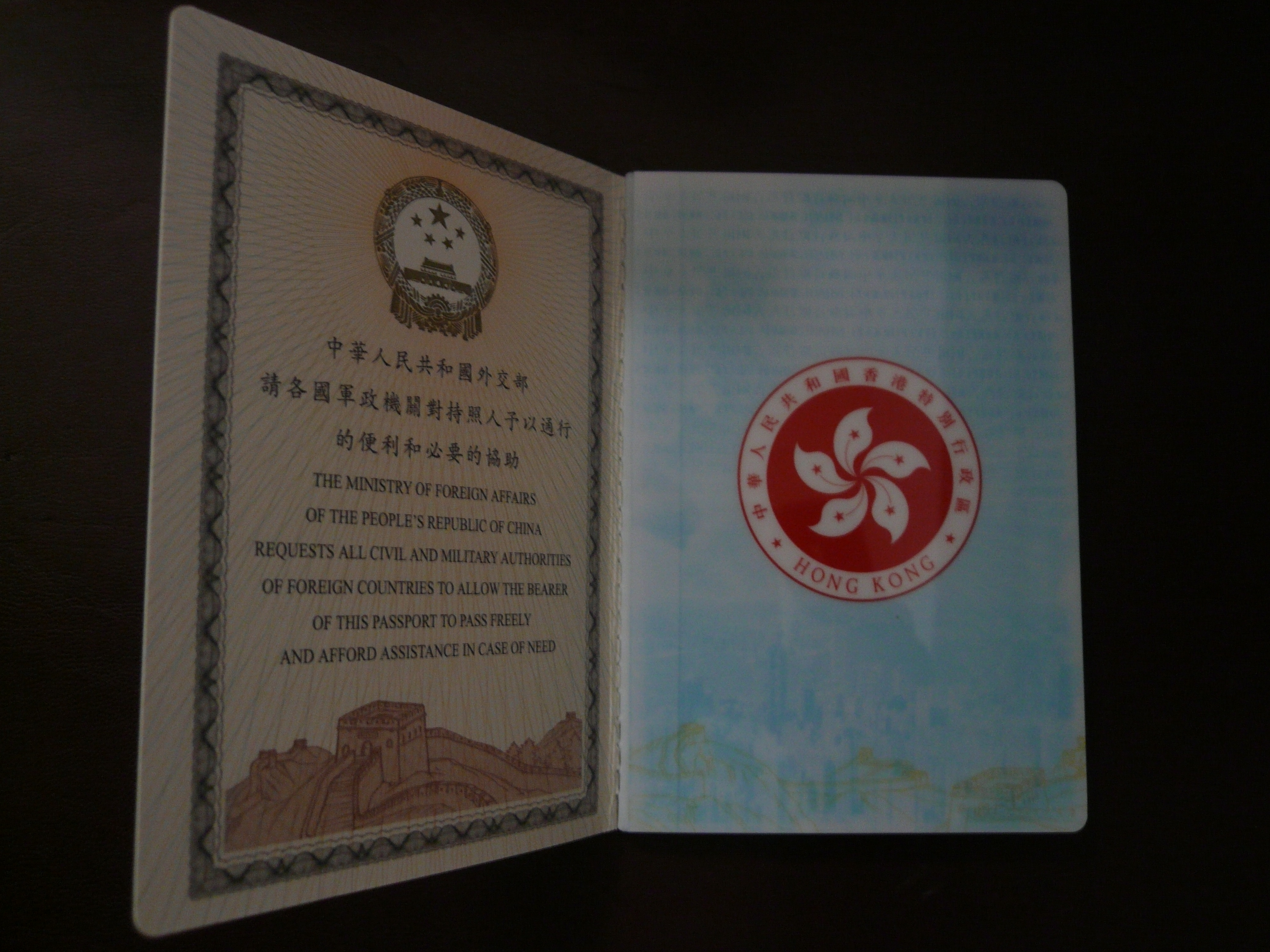
Capa interior frontal do passaporte da Terceira Versão da RAE de Hong Kong

Na capa interna do passaporte, abaixo da crista da República Popular da China e acima de uma foto da 
Grande Muralha da China,
 estão as seguintes palavras: 
```

 O Ministério dos Negócios Estrangeiros da República Popular da China solicita a todas as autoridades civis e militares de países estrangeiros que permitam a passagem do portador do passaporte livremente e prestar assistência em caso de necessidade. 
 No verso da página de identificação de policarbonato, insira uma imagem azul com o emblema da Região Administrativa Especial de Hong Kong no centro. No topo, há um padrão das palavras "中華人民共和國 香港特別行政區 REPÚBLICA POPULAR DA CHINA PARA REGIÃO ADMINISTRATIVA ESPECIAL DE HONG KONG". No fundo, há uma foto do porto de Victoria, atrás de um esboço da Grande Muralha da China .

#### Página de identificação
A página de identificação aparece em uma inserção de policarbonato entre a tampa frontal e a primeira página. Usando a tecnologia de gravação a laser, a fotografia do titular é impressa em preto e branco, com o número do Cartão de Identidade Permanente de Hong Kong do titular impresso verticalmente no lado direito da fotografia de retrato. O passaporte também é legível por máquina, projetado para pontos de controle de imigração equipados com scanners de passaporte. Os detalhes impressos incluem: [21]
- Tipo de documento de viagem: P
- Código do Estado Emissor: CHN
- Número do Passaporte
- Sobrenome e Nomes: em caracteres tradicionais chineses e em inglês
- Nacionalidade: "CHINÊS" (o código de nacionalidade é CHN, como mostrado na zona legível pela máquina)
- Sexo: denotado como "M" (masculino) ou "F" (feminino)
- Local de nascimento: se nascido na China, o nome da província / região autônoma / município em que o portador nasceu; Se nasceu em Hong Kong ou Macau, 'Hong Kong' ou 'Macau'; se nasceu em outros países, o nome do país de nascimento
- Datas de nascimento, emissão e vencimento: exibidas no formato DD-MMM-AA
- Autoridade (da edição): "DEPARTAMENTO DE IMIGRAÇÃO, REGIÃO ADMINISTRATIVA ESPECIAL DE HONG KONG" (em chinês e inglês)

O código "CHN" (China) é usado para o estado emissor e a nacionalidade. É o mesmo que o passaporte da RPC e o passaporte da RAE de Macau. (Durante a era colonial britânica, um passaporte de cidadão dos Territórios Dependentes Britânicos de Hong Kong usou "HKG" como o código do estado de emissão e "GBD" como o código de nacionalidade.)
Em vez de imprimir a assinatura do titular nas páginas de identificação / observação, é reservado espaço na última página do passaporte abaixo das informações de contato de emergência para que o titular complete sua assinatura.

##### Recursos de segurança
Envolvendo o canto superior direito da fotografia de retrato e o sobrenome, com os nomes e as seções de dados de nacionalidade, há um cinegrama, que consiste em uma amálgama das bandeiras da China e de Hong Kong e as letras "HK 香港". No meio da página de identificação, há uma imagem múltipla a laser composta por dois círculos: no círculo esquerdo, outra imagem da fotografia de retrato do titular, na parte inferior da qual está o número do passaporte; no círculo do lado direito está a bandeira regional de Hong Kong (o vermelho e o branco invertem-se gradualmente à medida que o ângulo de visão é alterado). [21]
O número do cartão de identidade permanente de Hong Kong é impresso no lado inferior direito da fotografia de retrato como uma forma de trapézio que se alarga gradualmente em direção ao fundo. As três ondas na parte inferior da fotografia de retrato, bem como a linha reta que separa a zona legível pela máquina do restante da página de dados e a linha reta vertical da coluna à direita da ponte Tsing Ma, contêm microcartas do nome inglês do titular, número do bilhete de identidade permanente de Hong Kong e data de nascimento. [21]
O fundo da página de identificação muda sob luz ultravioleta, quando uma cena da ponte Tsing Ma com fogos de artifício noturnos se torna visível. A página de identificação também contém uma gravura de uma bauhinia, mas com certas linhas substituídas por microlettering consistindo em "HKSAR". [21]

#### Páginas internas
Todas as páginas internas têm flores sazonais ao lado e caracteres "華" diferentes no centro (em inglês, isso significa "chinês"). Além de ser impresso em vermelho na parte inferior de cada página, o número do passaporte é perfurado na seção superior de todas as páginas com números ímpares. No final de cada página, há um contorno dourado da Grande Muralha da China. A flor da estação é impressa no meio das páginas com números pares e ímpares. Quando duas páginas são enroladas de forma que elas se encontrem, a flor da estação na margem direita da página com números ímpares coincide com a flor na margem esquerda da página com números pares (por exemplo, páginas 11 e 14), formando um ramo completo de flores.
A página de observações, localizada na página 1, contém uma fotografia do titular. Se o passaporte for emitido através de uma missão estrangeira chinesa, a embaixada / consulado fará um endosso nas observações que o declararem.
```
As notas explicativas do passaporte são colocadas na segunda última página do passaporte e lidas da seguinte forma: 
```

1. A emissão, substituição, reemissão e endosso deste passaporte serão efetuadas pelo Departamento de Imigração do Governo da Região Administrativa Especial de Hong Kong da República Popular da China, missões diplomáticas e consulares da República Popular da China em países estrangeiros, ou outras autoridades chinesas em países estrangeiros sob a responsabilidade do Ministério das Relações Exteriores da República Popular da China.
2. O portador deste passaporte é um cidadão chinês que possui um cartão de identidade permanente de Hong Kong (HKPIC) e tem o direito de residir e o direito de retornar à Região Administrativa Especial de Hong Kong.
3. Este passaporte é válido por dez anos, salvo indicação em contrário. Este passaporte é normalmente válido por cinco anos se emitido para uma criança com menos de dezesseis anos de idade. Este passaporte será substituído por um novo quando seu prazo de validade expirar ou se não houver mais espaço para vistos.
4. Este passaporte é um importante documento de identidade que deve ser mantido com cuidado e usado adequadamente. Não deve ser mutilado, adulterado ou transferido para outra pessoa para uso ilegal. Qualquer caso de perda ou destruição deve ser imediatamente comunicado à autoridade emissora mais próxima e à polícia local ou autoridades de segurança pública.

 A última página do passaporte possui uma seção a ser preenchida pelo titular com informações de contato em caso de emergência, além de um espaço para o titular completar sua assinatura.

#### Chip de dados biométricos sem contato
Dados incluídos no chip sem contato do passaporte: [23]
- Nome em chinês e inglês
- Nacionalidade (ie Chinês)
- Sexo
- Data de nascimento
- Local de nascimento
- Número permanente do bilhete de identidade de Hong Kong
- Imagem facial
- Número do Passaporte
- Data de emissão
- Data de validade
- Autoridade emissora (ie Departamento de Imigração, Região Administrativa Especial de Hong Kong)

Impressões digitais e digitalizações de íris não estão incluídas.
```
A explicação da contracapa para o chip é a seguinte: 
```

 本 護照 含 敏感 的 電子 部件 ， 為 保持 的 最佳 效能 請勿 請勿 護照 或 在 在 打孔 ； 切勿 讓 本 護照 接觸 高 護照 或。。

 Este passaporte contém eletrônicos sensíveis. Para obter o melhor desempenho, não dobre, perfure esta página ou exponha este passaporte a temperaturas extremas ou excesso de umidade.
請勿 在 此

 Não carimbar aqui 

## Descrição da versão atual
A quarta versão do passaporte foi emitida a 14 de maio de 2019. Tal como a terceira versão, trata-se de um passaporte eletrónico, tendo sido adicionadas pelo menos 8 novas funcionalidades antifalsificação para aumentar a dificuldade de emissão de certificados falsos.

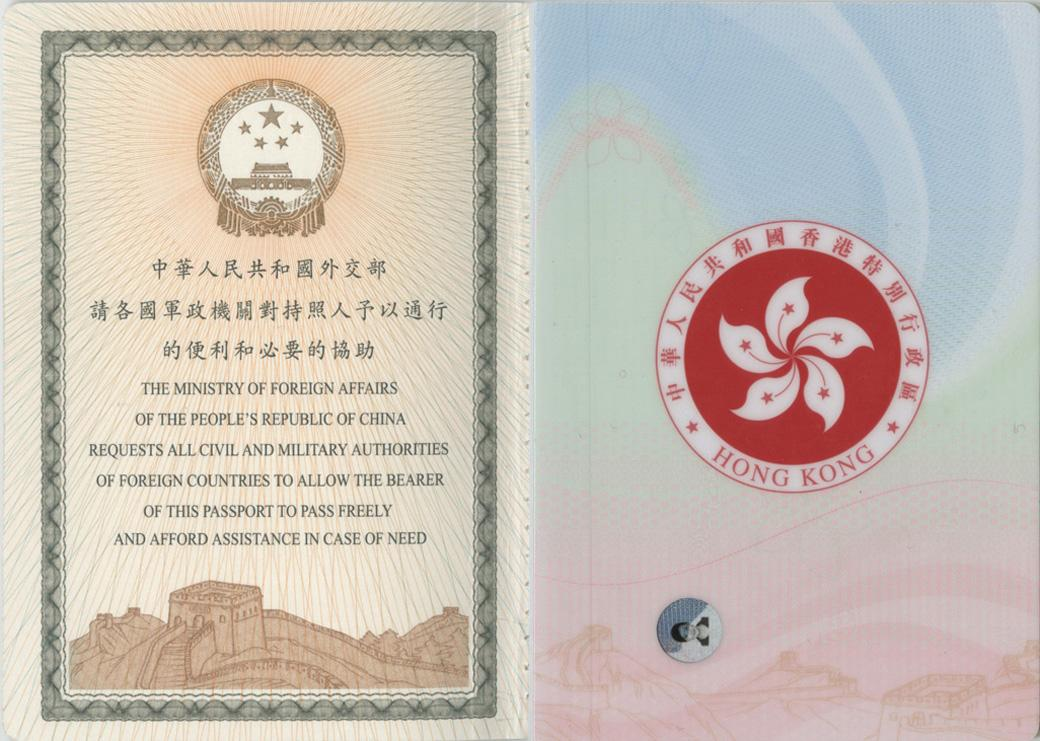
Capa interior frontal do passaporte de Hong Kong da Quarta Versão
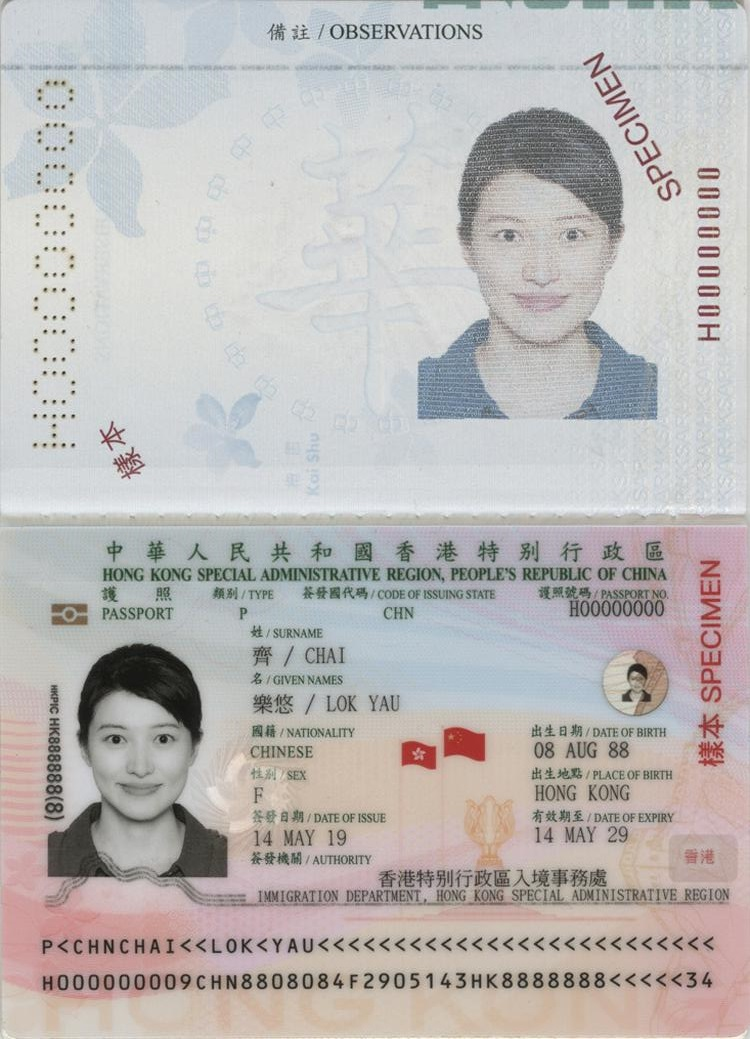
Página de identificação do passaporte de Hong Kong da Quarta Versão
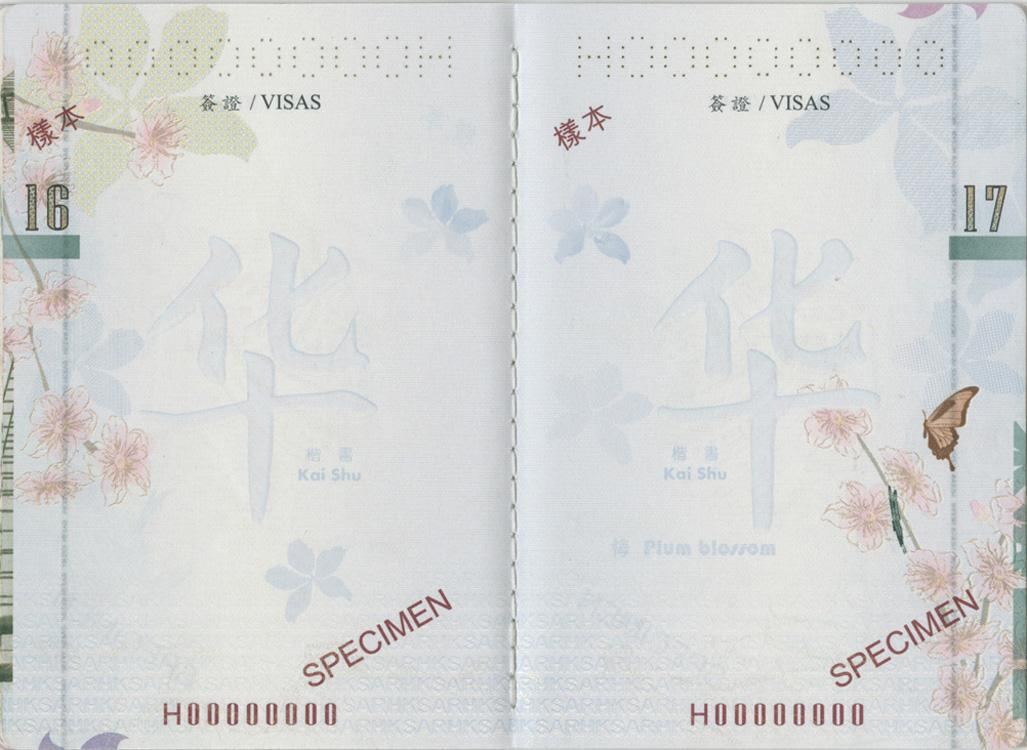
Páginas de visto do passaporte de Hong Kong da quarta versão

## Elegibilidade e aplicação
Os critérios de elegibilidade para solicitar um passaporte da RAE de Hong Kong são os seguintes:
- Cidadania chinesa ;
- Residência permanente na Região Administrativa Especial de Hong Kong, e ;
- Um bilhete de identidade permanente válido de Hong Kong.[17]

Em comparação com o passaporte nacional britânico (estrangeiro), as taxas de inscrição do passaporte da RAE de Hong Kong são mais baixas. Ao se inscrever em Hong Kong, um passaporte nacional britânico (estrangeiro) custa £ 83 (32 páginas) e £ 53 (criança) a partir de abril de 2014. Em comparação com outros passaportes chineses, quando se aplica a Hong Kong, o passaporte da República Popular da China custa HK $ 250, enquanto o passaporte da RAE de Macau custa MOP $ 370 / HK $ 359.
Os residentes permanentes de Hong Kong sem cidadania chinesa não podem receber passaportes HKSAR e devem obter passaportes de seu país de origem, ou podem obter um documento de identidade de Hong Kong para fins de visto, se não tiverem apátrida.
Os cidadãos chineses residentes em Hong Kong que ainda não são residentes permanentes de Hong Kong não são elegíveis para este passaporte, mas também podem obter o Documento de Identidade de Hong Kong no lugar dos passaportes HKSAR.

## Uso

### China continental

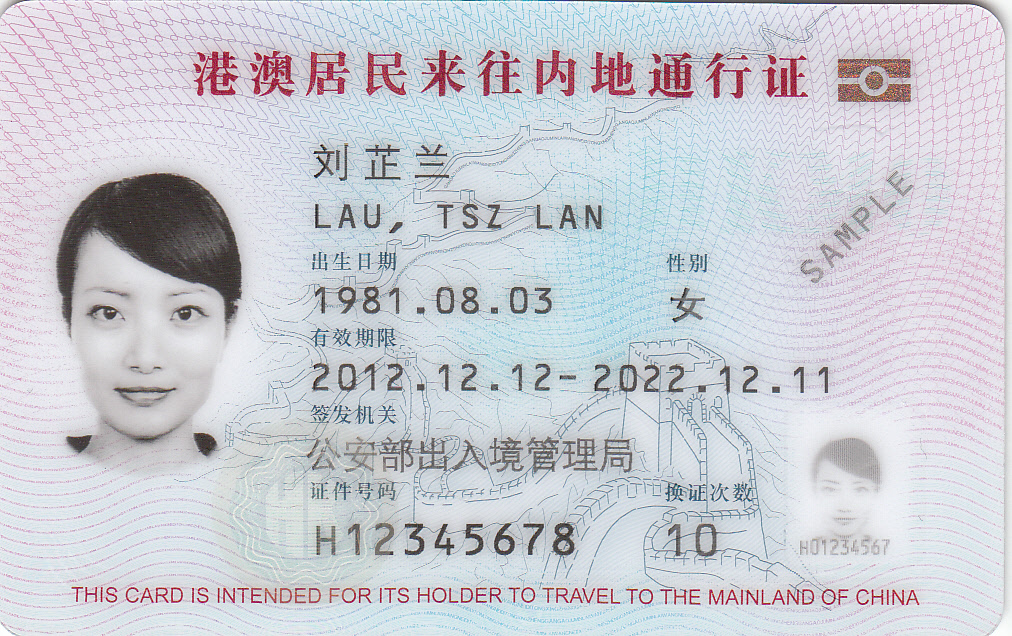
Versão mais recente da Autorização de Retorno para Casa.

O Ministério da Segurança Pública não permite que residentes permanentes de Hong Kong viajem para o continente com passaportes da RAE, já que as autoridades do continente e de Hong Kong concordaram que o uso do passaporte é 'desnecessário e inapropriado' para viagens 'domésticas'. Em vez disso, aqueles que são elegíveis para um passaporte da RAE de Hong Kong também podem solicitar uma Autorização de Retorno para Casa por meio do Bureau de Saídas e Entradas do Ministério de Segurança Pública (representado em Hong Kong pelo China Travel Service). A posse de um passaporte da RAE de Hong Kong não garante a emissão de uma Autorização de Retorno para Casa; vários defensores da democracia, por exemplo, foram recusados com permissão de retorno ao domicílio ou tiveram suas licenças confiscadas.
Os residentes de Hong Kong que não possuem uma permissão de retorno para casa ou que desejam viajar para o continente de um país terceiro devem obter um documento de viagem chinês antes da viagem.

### Macau
Independentemente do seu estatuto de cidadania, os residentes permanentes de Hong Kong não precisam de passaporte para viajar para Macau . No entanto, esses residentes devem trazer seus cartões de identidade permanentes de Hong Kong que concedem uma entrada de um ano sem visto.
Quando os residentes de Hong Kong viajam para o exterior via Macau, esses residentes podem usar seus passaportes HKSAR para entrar em Macau e ficar 7 dias sem visto.

### Taiwan
Os portadores de passaporte da RAE de Hong Kong que visitaram Taiwan anteriormente ou nasceram em Hong Kong ou Macau podem obter uma permissão de entrada de 30 dias on-line no site da Agência Nacional de Imigração, que pode ser usado para uma única entrada em Taiwan dentro de três meses a contar da data da inscrição. Depois que a licença for concedida on-line, o solicitante deverá imprimi-la para ser apresentada no posto de fronteira com um passaporte da RAE de Hong Kong com validade de pelo menos 6 meses e um voo de volta / passagem de ferry.
Os portadores de passaporte da RAE de Hong Kong também podem obter uma permissão de entrada de 30 dias após a chegada a Taiwan no posto de fronteira, mediante a apresentação de seu Bilhete de Identidade Permanente de Hong Kong, bem como seu passaporte para a RAE de Hong Kong ou o Nacional Britânico (Overseas), desde que nasceram em Hong Kong. É cobrada uma taxa de NT $ 300 para cada aplicativo.

### No exterior

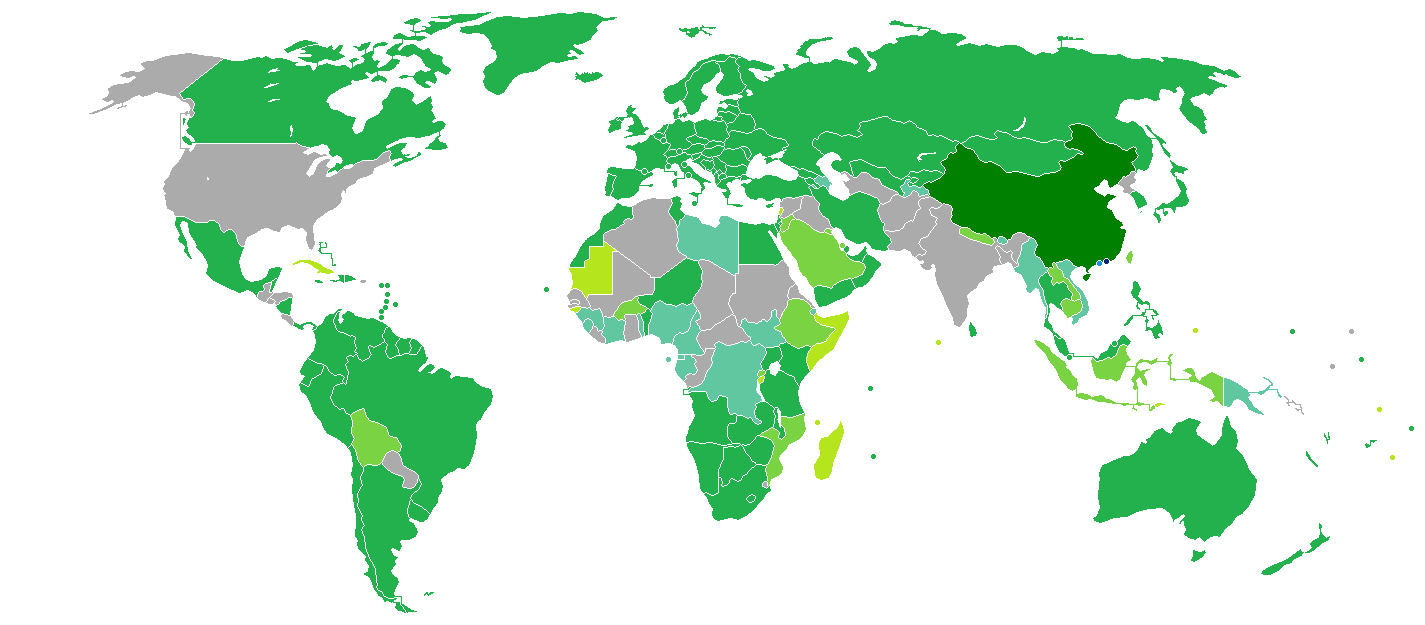
Requisitos de visto para cidadãos chineses de Hong Kong
Hong Kong
Permissão de viagem para o continente
Isenção de visto
Visto que pode ser obtido na chegada
Autorização eletrônica ou eVisa
Visto disponível na chegada ou on-line
Visto necessário antes da chegada

De acordo com o Departamento de Imigração de Hong Kong, em 21 de julho de 2025, 173 países e territórios concedem aos portadores de passaporte da RAE de Hong Kong acesso sem visto ou com visto de chegada (Observação: esse número exclui países e territórios não reconhecidos oficialmente pelo povo. República da China, por exemplo Kosovo e Taiwan), incluindo todos os estados membros da União Europeia, Brasil, Canadá, Japão, Malásia, Nova Zelândia, Rússia, Cingapura, África do Sul e Coréia do Sul. Segundo o Henley Passport Index, em 2025, o passaporte da RAE de Hong Kong foi classificado como o 16º passaporte mais poderoso do mundo, vinculado à Argentina, Brasil e São Marino ; por outro lado, o passaporte da RAE de Macau ficou em 30º, enquanto o passaporte da RPC ficou em 58º.
Com relação aos estados signatários do Acordo de Schengen, os portadores de passaporte da RAE de Hong Kong também podem exercer uma atividade paga (por exemplo, trabalho) sem visto por um período máximo de 90 dias dentro de um período de 180 dias na Bélgica, Dinamarca, Islândia, Lituânia, Luxemburgo, Países Baixos, Noruega, Eslovênia e Suécia. Na Suíça, outro estado signatário de Schengen, os portadores de passaporte da RAE de Hong Kong podem exercer uma "ocupação remunerada" por um período máximo de 8 dias durante sua estadia isenta de visto de 90 dias sem a necessidade de solicitar um visto de trabalho especial. No entanto, esta isenção de visto de 8 dias exclui ocupação remunerada na indústria da construção primária ou secundária, engenharia civil, serviços de catering e hotelaria, indústria de limpeza industrial e privada, serviços de vigilância e segurança e indústria do sexo. Como alternativa, se estiver na posse de uma autorização de residência de longa duração emitida por qualquer outro estado membro de Schengen, o portador do passaporte da RAE de Hong Kong poderá exercer uma ocupação remunerada por até três meses sem visto na Suíça (sem as restrições específicas do setor listadas no Isenção de visto de 8 dias).
Como cidadãos chineses, aqueles que viajam com passaportes da RAE de Hong Kong têm direito à proteção consular oferecida pelo governo da República Popular da China no exterior. No entanto, não é incomum que as autoridades da RPC no exterior ofereçam assistência consular aos cidadãos de origem de Hong Kong que viajam com seus passaportes nacionais britânicos (estrangeiros), pois a nacionalidade britânica não é reconhecida pelo governo chinês. Veja também a proteção consular britânica usufruída pelos portadores de passaporte BN (O) fora da RPC e do Reino Unido .  
Os portadores de passaporte da RAE de Hong Kong também podem aproveitar a conveniência de viajar sob alguns acordos bilaterais celebrados entre a RPC e outros países (sobre passaportes da RPC em geral). Por exemplo, os titulares do passaporte da RPC e do passaporte HKSAR estão isentos da taxa para vistos de turista nepaleses.  
Em 10 de abril de 2013, a primeira-ministra da Austrália, Julia Gillard, anunciou que, a partir de 2015, os detentores de passaportes eletrônicos da RAE de Hong Kong poderiam usar o SmartGates na Austrália em caráter experimental. O período experimental começou em setembro de 2015. Desde junho de 2016, os portadores de passaporte eletrônico de Hong Kong são elegíveis para usar portões inteligentes na Austrália.

#### Reciprocidade de isenção de visto
Em alguns casos, os portadores de passaporte da RAE de Hong Kong estão sujeitos a requisitos de visto para países cujos nacionais podem entrar sem visto de Hong Kong. Por exemplo, cidadãos americanos e indianos podem entrar em Hong Kong sem visto por um período máximo de 90 e 14 dias, respectivamente, embora os portadores de passaporte da RAE de Hong Kong sejam obrigados a solicitar um visto para qualquer visita aos Estados Unidos ou à Índia. Outros países, como Paraguai e Costa Rica, também exigem vistos para qualquer visita, apesar dos nacionais desses países que entram em Hong Kong sem visto.
Além disso, os titulares de passaporte da RAE de Hong Kong podem receber condições menos favoráveis de isenção de visto por alguns países, em comparação com as condições oferecidas por Hong Kong aos nacionais desses países.
Por outro lado, em algumas situações, os portadores de passaporte da RAE de Hong Kong desfrutam de melhores condições de isenção de visto para países cujos nacionais estão sujeitos a condições mais rigorosas ao entrar em Hong Kong. Os portadores de passaporte da RAE de Hong Kong desfrutam de uma estadia sem visto de até 90 dias para a Bósnia e Herzegovina, Macedônia e Ruanda, embora os nacionais desses países tenham apenas uma estadia máxima sem visto de 14 dias em Hong Kong.
Em alguns casos, é oferecido aos portadores de passaporte da RAE de Hong Kong acesso sem visto a países cujos nacionais não podem viajar para Hong Kong sem visto por qualquer período de tempo. Um exemplo é a Nicarágua, para a qual os portadores de passaporte da RAE de Hong Kong podem viajar sem visto por um período máximo de 90 dias. No entanto, os nicaraguenses devem solicitar um visto para viajar para Hong Kong.

#### Comparação do acesso sem visto
O total da área terrestre em que os portadores de passaporte da RAE de Hong Kong desfrutam de acesso sem visto excede 87 milhões de quilômetros quadrados após o contrato de acesso sem visto com a Rússia.
O Departamento de Imigração de Hong Kong cita o número de países e territórios que oferecem acesso sem visto para os portadores de passaporte da RAE de Hong Kong como 158 (este número exclui países e territórios não reconhecidos oficialmente pela República Popular da China, por exemplo Kosovo e Taiwan). O Consulado Geral Britânico em Hong Kong afirma 119 como o número de países e territórios que fornecem acesso sem visto a portadores de passaporte nacional britânico (estrangeiro).
Os residentes de Hong Kong que ficam no Reino Unido por 6 meses ou mais e que entram no passaporte nacional britânico (estrangeiro) estão isentos de se registrar na polícia, enquanto a entrada no passaporte da RAE de Hong Kong não os isenta deste procedimento administrativo, com uma taxa de registro policial de £ 34 a pagar. Nesse sentido, os passaportes da RAE de Hong Kong são tratados da mesma maneira que os passaportes chineses comuns. Para viajar para Dominica, Granada e Marrocos, a entrada em um passaporte nacional britânico (estrangeiro) permite uma estadia mais longa sem visto do que em um passaporte HKSAR - 6 meses em comparação a 21 dias, 6 meses em comparação a 3 meses e 3 meses em comparação a 30 dias respectivamente. Enquanto a entrada em um passaporte HKSAR para Nauru exige que um visto seja obtido com antecedência, um portador de passaporte BN (O) pode obter um visto de 30 dias na chegada gratuitamente.
No entanto, os portadores de passaporte da RAE de Hong Kong desfrutam de melhor acesso sem visto à Austrália do que os passaportes da British National (Overseas) . Embora ambos os passaportes sejam elegíveis para o esquema da Electronic Travel Authority, os portadores de passaporte BN (O) só podem solicitar um ETA pessoalmente em um escritório de vistos australiano ou por meio de uma agência de viagens / companhia aérea, enquanto os portadores de passaporte da RAE de Hong Kong podem aplicar on-line no Site oficial da ETA. A entrada na Indonésia em um passaporte HKSAR permite uma estadia sem visto de 30 dias, enquanto em um passaporte BN (O) um visto de 30 dias deve ser adquirido na chegada a um custo de US $ 25. Da mesma forma, os portadores de passaporte HKSAR são elegíveis para obter um visto na chegada ao Líbano e nos Emirados Árabes Unidos, enquanto os portadores de passaporte BN (O) são inelegíveis.
Devido ao status internacional de Hong Kong e do British National (Overseas), os passaportes HKSAR e BN (O) são inelegíveis para o Programa de Isenção de Vistos dos Estados Unidos e precisam obter um visto antes de viajar para os Estados Unidos. No entanto, os portadores de passaporte HKSAR podem viajar para Guam e Ilhas Marianas do Norte sem visto por 45 dias.
Em comparação com outros passaportes chineses, o passaporte da RAE de Hong Kong fornece consideravelmente mais acesso sem visto do que o passaporte comum da República Popular da China, o passaporte da Região Administrativa Especial de Macau e o passaporte da República da China (Taiwan) .

#### Visto de trabalho para férias
Como resultado de acordos bilaterais de vistos de férias de trabalho firmados entre o Governo de Hong Kong e vários outros países, os portadores de passaporte da RAE de Hong Kong com idades entre 18 e 30 anos podem se candidatar a vistos de férias de trabalho na Austrália, Canadá, França, Alemanha, Irlanda, Japão, Nova Zelândia e Coréia do Sul. Esses vistos permitem que seus titulares passem no máximo 12 meses no país estrangeiro com o objetivo principal de viajar, mas também permitindo um emprego de curto prazo suplementar (e para alguns países (por exemplo, Coreia do Sul), além disso, estudos de curto prazo podem ser permitidos). Com base na reciprocidade, os cidadãos australianos, canadenses, franceses, alemães, irlandeses, japoneses, da Nova Zelândia e da Coréia do Sul também podem solicitar vistos de férias de trabalho em Hong Kong sob condições semelhantes.
Os portadores de passaporte HKSAR são elegíveis para vistos de férias de trabalho no Reino Unido, sujeitos ao certificado de patrocínio e ao máximo anual de 1000 veiculações desde janeiro de 2014. No entanto, os titulares de um passaporte nacional britânico (estrangeiro) não estão sujeitos a nenhuma cota nem certificado de patrocínio sob o mesmo esquema e podem trabalhar ou estudar no Reino Unido por 5 anos, pois os titulares têm permissão limitada para permanecer.